# 宮崎大落語祭
大宮崎落語祭（だいみやざきらくごさい）は、落語会の一つである。
2009年10月11日・12日のみに宮崎県で開催された落語会である。前年で終了した大銀座落語祭を継承した。
主催：六人の会
後援：宮崎県（当時の知事東国原英夫）

## 背景
2004年から開催された大銀座落語祭は5年間でピリオドを打った。主催の六人の会は落語ブームを地方に拡大することを早くから考えており、それは十分可能なことでもあった。六人の会の中で春風亭小朝が地方回りで成功を収めていたからである。
大阪や中規模の都市（名古屋・福岡など）での開催、あるいは全国を回るツアーを行うなど様々な選択肢がありえた。しかし、地域おこしに熱心な宮崎県と利害が一致し、宮崎での単独開催、すなわち2009年に銀座をそのまま宮崎にもっていくという案を選んだ。
県知事は、寄席社会とは無縁なれどもやはり芸人出身（東国原英夫）であり、このイベントを告知した大銀座落語祭グランドフィナーレ（新橋演舞場）ではビデオスクリーンで登場。落語にかける熱い思いを吐露した。
壇上には一席終えたばかりの桂三枝（現・六代目桂文枝）がおり、その場で出演を快諾。豪華なメンバーが揃うことになる。